# Proces proletariatczyków

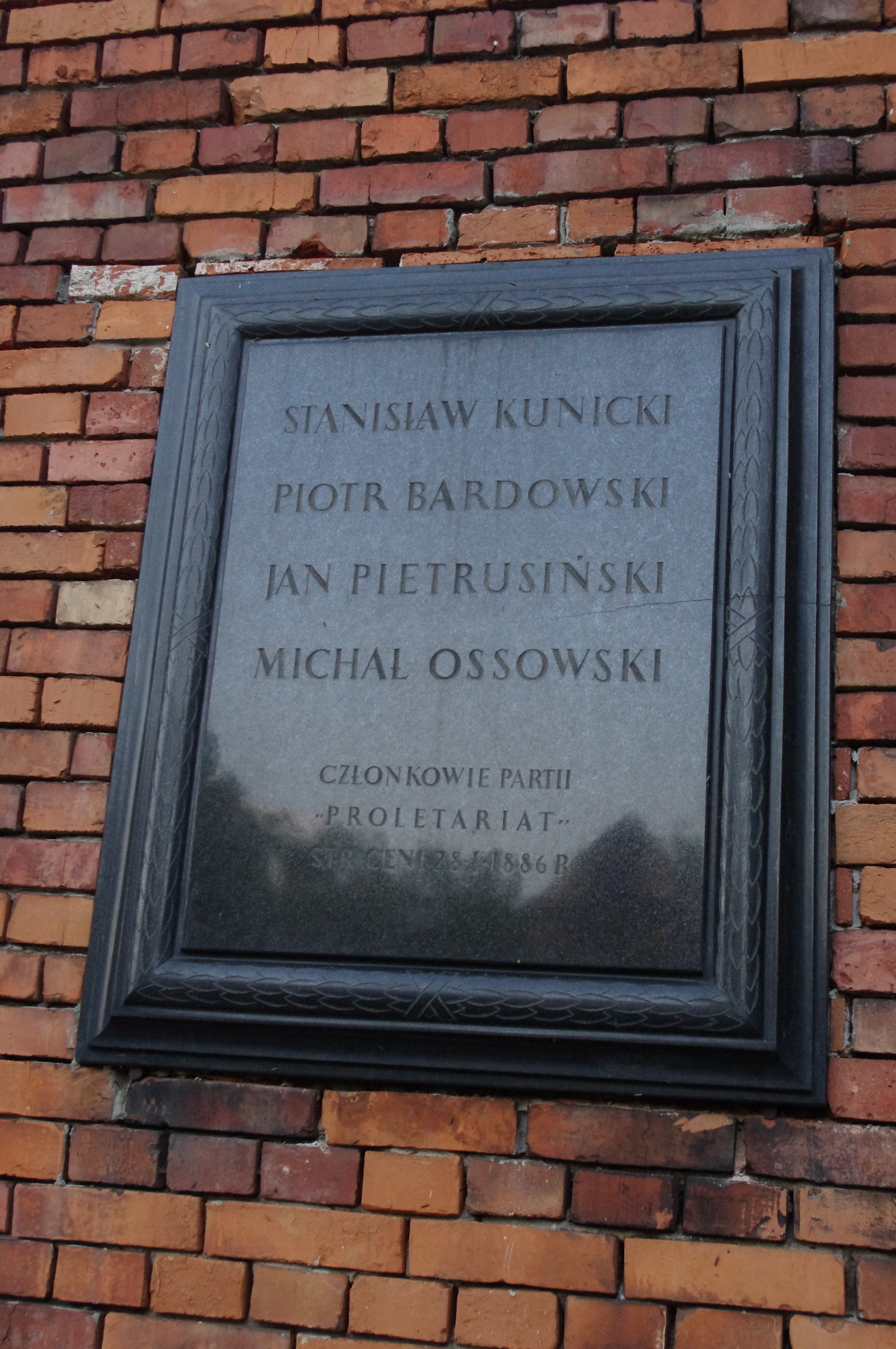
Tablica na ścianie Cytadeli Warszawskiej, upamiętniająca straconych 28 stycznia 1886: Stanisława Kunickiego, Piotra Bardowskiego, Michała Ossowskiego i Jana Pietrusińskiego

Proces proletariatczyków – największy z procesów przeciwko członkom I Proletariatu, który odbył się w 1885 w Warszawie.
Był to jeden z pierwszych procesów przeciwko działaczom socjalistycznym na ziemiach polskich zaboru rosyjskiego.

## Historia
Wiosną 1884 roku rozpoczął się ostatni etap działalności „Proletariatu”. Charakteryzował się on aresztowaniami, śledztwem i procesem, który odbył się w dniach 23 listopada - 20 grudnia 1885 r. przed doraźnie powołanym Sądem Wojskowym w Warszawie. Liczba oskarżonych w związku z działalnością „Proletariatu” sięgała 640 osób. Śledztwo trwało prawie dwa lata. Objęło ono wraz ze świadkami około tysiąca osób. Łączna liczba aresztowanych przekroczyła 200 osób. Z grupy 190 obwinionych w pierwszej, najważniejszej sprawie „Proletariatu” prokurator wyodrębnił 29 przywódców i działaczy „Proletariatu” uwięzionych w latach 1883-1884, których przekazano sądowi wojskowemu. Wobec pozostałych 161 osób wyroki administracyjne zapadły w sierpniu 1885 roku. Główni oskarżeni: Ludwik Waryński (aresztowany 28 września 1883), Piotr Bardowski (Rosjanin), Ludwik Janowicz, Feliks Kon, Stanisław Kunicki, Nikołaj Luri, Mieczysław Mańkowski, Michał Ossowski, Jan Pietrusiński, Tadeusz Rechniewski, Józef Szmaus. Byli to członkowie Komitetu Centralnego, czołowi aktywiści, wykonawcy zamachów na prowokatorów oraz Rosjanie-narodowolcy, współdziałający z partią „Proletariat”. Oskarżonym zarzucano rozpowszechnianie proklamacji podburzających, przewożenie druków socjalistycznych z zagranicy, wydawanie tajnej gazety „Proletariat”, dwukrotny zamach na szpiega Śremskiego, zabicie szpiegów Helszera i Skrzypczyńskiego, przygotowanie zamachu na naczelnika żandarmerii i na prokuratora w Warszawie. Przewód sądowy ciągnął się prawie 4 tygodnie. Następnie rozpoczęły się przemówienia prokuratorów. Nadano temu uroczysty charakter. Na rozprawie obecny był również generał-gubernator Hurko.
Podobnie jak na procesie krakowskim Waryński przykuł uwagę wszystkich swoją mową obronną (adwokata się zrzekł). Waryński już na wstępie zaznaczył:

Obojętnymi są dla mnie szczegóły ciążących na mnie oskarżeń i nie będę czasu tracił na ich zbijanie. Zadanie moje polega na tym, żeby odtworzyć obraz prawdziwych naszych dążeń i działalności, które prokuratura w fałszywym świetle wystawia. Nie jesteśmy sekciarzami ani też oderwanymi od rzeczywistości życia marzycielami, za których nas uważa oskarżenie, a nawet i obrona. Socjalistyczna teoria otrzymała prawo obywatelstwa w nauce i na korzyść jej nieustannie świadczą fakty realne współczesnego życia. Od poważnych myślicieli wyszła druzgocąca krytyka istniejącego dziś systemu społecznego, oni też wskazują na zarodki lepszego ustroju, które szybko rozwijają się na gruncie dzisiejszych warunków

Następnie Waryński przeszedł do omówienia celów i zadań partii „Proletariat”

Dążąc do radykalnej zmiany społecznego ustroju partia robotnicza w czasie teraźniejszym prowadzi robotę przygotowawczą do tego. Zadanie jej polega na tym, żeby pobudzić robotników do świadomego odnoszenia się do swych interesów i powołać ich do wytrwałej obrony praw swoich. Partia robotnicza dyscyplinuje i organizuje klasę robotniczą i prowadzi ją do walki z rządem i uprzywilejowanymi klasami… O ile usiłowania nasze były uwieńczone powodzeniem, wy panowie osądzić możecie na podstawie danych, które śledztwo sądowe wyjaśniło

W dalszej części swojego przemówienia Waryński wykazał, iż przewrót społeczny nie jest wymysłem jakiejś grupy ludzi związanych węzłami partyjnymi, lecz stanowi żelazną konieczność historyczną:

My nie stoimy ponad historią, my ulegamy jej prawom. Na przewrót, do którego dążymy, patrzymy jak na rezultat rozwoju historycznego i społecznych warunków. Przewidujemy go i staramy się, żeby nie zastał nas nieprzygotowanymi

Ostatnie słowa Waryńskiego brzmiały:

Skończyłem sędziowie. Jedno mam jeszcze do powiedzenia – jakikolwiek bądź wyrok nad nami zawiśnie, proszę was, nie oddzielajcie losu mego, od losu moich towarzyszy. Zostałem aresztowany wcześniej od wszystkich moich towarzyszy. Ale to, co przez nich dokonane zostało, ja sam uczyniłbym, jeślibym był na ich miejscu. Uczciwie służyłem mej sprawie, gotów jestem za nią życie położyć

Kunicki zatrzymał się głównie na sprawie terroru:

Pozwólcie mi sędziowie w ostatnim moim przemówieniu oczyścić się z błota, którym zarzucili mnie prokuratorowie, a nawet niektórzy z obrońców. Wystawiają mnie jako człowieka łaknącego krwi ludzkiej. Według oskarżycieli moich wszędzie, gdzie tylko pojawiłem się, tam lała się lub też polać się musiała krew ludzka. Przekonania moje uznano za szkodliwe dla społeczeństwa, postępki moje za zbrodnie. Żeby jeszcze więcej wpłynąć na was, sędziowie, prokuratoria podkreśliła fakt mojej zupełnej solidarności z „Narodną Wolą”, która spełniła akt 1 marca (mowa o zamachu na Aleksandra II 1 marca 1881 r.). Tak, solidarny jestem z „Narodną Wolą”, byłem członkiem tej partii podpisując się na wszystko, co przez nią wykonane zostało. To nie zbrodnia, a spełnienie świętego obowiązku. Cała moja wina to miłość do mojego ludu, za uwolnienie którego gotów jestem do ostatniej kropli krwi przelać krew swoją. Słyszycie płacz i łkanie rozlegające się wśród publiczności – to krewni nasi, ojcowie, matki i żony. Ich spytajcie, a z tego, co powiedzą, dowiecie się, czy oni nas mają za zbrodniarzy. Sądzić nas możecie, możecie i osądzić. Umrzemy z poczuciem spełnionego obowiązku

Feliks Kon mówił o ucisku narodowym i politycznym w szkole, krępowaniu przez cenzurę carską wszelkiej myśli wolnej. W imieniu robotników znajdujących się na ławie oskarżonych, dłuższą mowę wygłosił Mańkowski. Straszliwym skutkom kapitalizmu, przeciwstawił ideę socjalizmu.
Przemówienia końcowe jak i mowy obrończe mocno podważyły akt oskarżenia.
20 grudnia wydano wyrok. Skazano na śmierć Stanisława Kunickiego (lat 24), Piotra Bardowskiego (lat 38), Michała Ossowskiego (lat 22), Jana Pietrusińskiego (lat 21), Józefa Szmausa (lat 30) i Mikołaja Luriego (lat 27). Dwóm ostatnim Hurko zamienił karę na 20 lat katorgi. Osiemnastu oskarżonym, w tej liczbie i Waryńskiego, sąd skazał na 16 lat katorgi, dwóch na 10 lat i 8 miesięcy, jednego na 8 lat, dwóch na dożywotnie osiedlenie na Syberii.
Osądzeni 20 grudnia 1885 roku przez Sąd Wojskowy proletariatczycy wystosowali list do swych towarzyszy na wolności. Ogłosiła go „Walka Klas”. Skazańcy zwrócili uwagę na fakt, że niezwykle surowe wyroki miały określony cel. Chodziło nie tylko o to, aby ukarać winnych, lecz także, by wywołać panikę wśród socjalistów i odstraszyć ich od dalszej działalności.
28 stycznia 1886 roku na stokach Cytadeli Warszawskiej stanęły cztery szubienice – pierwsze po powstaniu styczniowym. Według świadectw współtowarzyszy z X pawilonu skazani „w ogóle nie okazywali trwogi przed tak bliską śmiercią”. Aby uniknąć demonstracji innych uwięzionych proletariatczyków, wywołano skazańców z cel pod pretekstem załatwienia pewnych spraw w kancelarii.
Poza wymienionymi wyrokami 105 proletariatczykom wymierzono większe lub mniejsze kary w trybie administracyjnym. Wielu aresztowanym uznano prewencyjne więzienie za odbytą karę, innym z powodu braku dowodów sprawę umorzono. Pozostali na wolności działacze „Proletariatu” skupili swe siły i nawiązali zerwane kontakty. Na czele partii stanęła 20 letnia Maria Bohoszewiczówna.